# El Azúcar, Camargo
El Azúcar är en ort i Mexiko.   Den ligger i kommunen Camargo och delstaten Tamaulipas, i den centrala delen av landet, 800 km norr om huvudstaden Mexico City. El Azúcar ligger 62 meter över havet och antalet invånare är 154.
Terrängen runt El Azúcar är platt. Runt El Azúcar är det glesbefolkat, med 18 invånare per kvadratkilometer. Trakten runt El Azúcar består i huvudsak av gräsmarker.